# Stones (canción de Zibbz)
«Stones» es una canción interpretada por el dúo suizo Zibbz. Fue publicada el 9 de enero de 2018 mediante descarga digital a través de 6003 Records, y fue escrita por Zibbz junto con el productor canadiense Laurell Barker. El tema representó a Suiza en el Festival de la Canción de Eurovisión 2018.

## Festival de la Canción de Eurovisión 2018
El 9 de enero de 2018 fueron confirmados como uno de los seis competidores en ESC 2018 – Die Entscheidungsshow, la selección suiza para el Festival de la Canción de Eurovisión 2018. La final del concurso se celebró el 4 de febrero de 2018, y «Stones» fue declarada la ganadora tras recibir la mayor cantidad de puntos tanto del jurado internacional como del público suizo. Por consiguiente, obtuvieron el derecho a representar a Suiza en el Festival de la Canción de Eurovisión 2018
Días antes de la final, el 29 de enero, fue decidido mediante sorteo que Suiza participará en la segunda parte de la primera semifinal del Festival de la Canción de Eurovisión 2018, que tendrá lugar el 8 de mayo en Lisboa, Portugal.